# Lac Tulare
Le lac Tulare (en anglais Lake Tulare, en espagnol Laguna de Tache et en yokuts Pah-áh-su) est un lac asséché d'eau douce avec des zones humides résiduelles et des marais dans le sud de la vallée de San Joaquin, en Californie, aux États-Unis. Après la disparition du lac Cahuilla au XVIIe siècle, le lac Tulare était le plus grand lac d'eau douce à l'ouest du fleuve Mississippi et le troisième plus grand lac d'eau douce entièrement dans ce qui est aujourd’hui les États-Unis (après le lac Michigan et le lac Okeechobee en Floride), en fonction de la superficie. Vestige du lac Corcoran (en) de l'époque du Pléistocène, le lac Tulare s'est asséché après que ses affluents eurent été détournés pour l'irrigation agricole et les utilisations municipales de l'eau.

## Géographie
Le nom du lac vient du type de jonc (de la variété Schoenoplectus acutus, tule en anglais) qui bordait les marais et les bourbiers de ses rives. Le lac faisait partie d'un bassin partiellement endoréique de 35 400 km2, à l'extrémité sud de la vallée de San Joaquin, où il recevait l'eau des rivières Kern, Tule (en) et Kaweah, ainsi que des distributeurs sud de la rivière Kings. Il était séparé du reste de la vallée de San Joaquin par un affaissement tectonique et les cônes de déjection sédimentaires du Los Gatos Creek dans les chaînes côtières et de la rivière Kings dans la Sierra Nevada. Au-dessus d'un niveau de 207 à 210 pieds, il débordait dans le fleuve San Joaquin. Cela s'est produit pendant 19 des 29 années 1850 à 1878. Aucun débordement ne s'est produit après 1878 en raison du détournement croissant des eaux affluentes pour l'irrigation agricole et les utilisations municipales de l'eau. En 1899 le lac était à sec, à l'exception des zones humides résiduelles et d'inondations occasionnelles.
Le lac Tulare était le plus grand de plusieurs lacs similaires dans son bassin inférieur. La majeure partie du débit de la rivière Kern est d'abord allée dans le lac Kern et le lac Buena Vista (désormais tous deux à sec) via la rivière Kern et le marécage de la rivière Kern au sud-ouest et au sud du site de Bakersfield. S'ils débordaient, c'était par le chenal de la rivière Kern au nord-ouest à travers les marais de jonc et le lac Goose, dans le lac Tulare.

## Histoire

### Période pré-coloniale
Pendant des siècles, la tribu Tachi ou Tache, un peuple Yokuts, a construit des bateaux en roseau et pêché dans ce lac avant l'arrivée des colons espagnols et américains. Les Yokuts étaient autrefois au nombre d'environ 70 000. Ils avaient l'une des densités de population régionales les plus élevées en Amérique du Nord avant le contact, ce qui était possible en raison de la richesse de l'habitat.
Les Yokuts chassaient également le cerf, le wapiti et l'antilope, qui étaient nombreux le long des rives du lac. Pendant les années humides, le lac était le terminus de la remontée du saumon quinnat, la plus méridionale de l'hémisphère occidental via la rivière San Joaquin.

### Période contemporaine

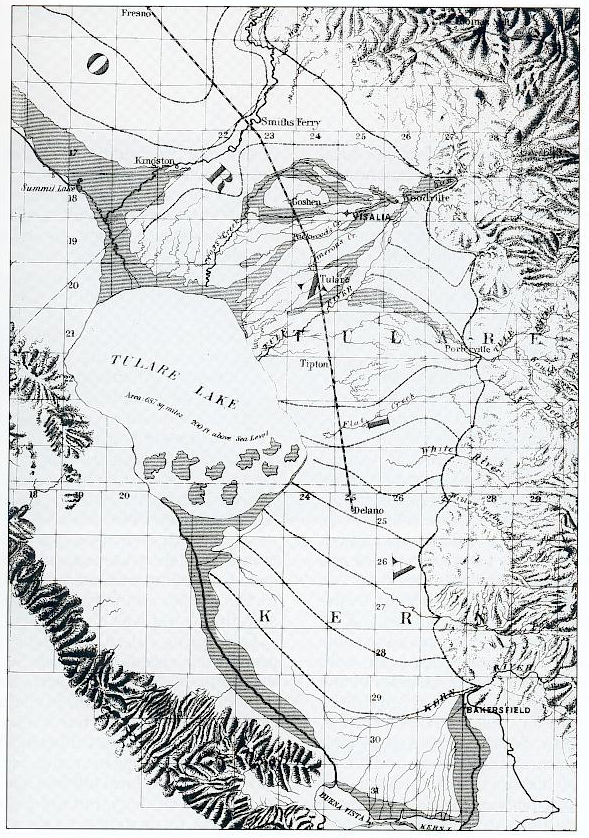
Carte du Lac en 1874.

Même bien après que la Californie fut devenue un État, le lac Tulare et ses vastes marais ont soutenu une pêcherie importante : en 1888, en une période de trois mois, 73 500 livres de poisson ont été expédiées via Hanford à San Francisco. C'était également la source d'une spécialité régionale, les tortues d'étang de l'Ouest, qui étaient savourées sous forme de soupe de tortue à San Francisco et ailleurs. Le lac et les zones humides environnantes étaient une halte importante pour des centaines de milliers d'oiseaux migrant le long de la voie migratoire du Pacifique.
Autrefois le plus grand lac d'eau douce à l'ouest des Grands Lacs, en 1849, le lac mesurait 1 476 km2 (570 sq mi) et en 1879, 1 780 km2 (690 sq mi), car sa taille fluctuait en raison des niveaux variables de précipitations et de chutes de neige. Après les inondations de 1861-1862 et 1867-1868, les eaux les plus élevées jamais enregistrées ont atteint entre 63 et 67 pieds au-dessus du niveau de la mer. À cette altitude, le lac a dépassé le « déversoir » naturel et s'est écoulé vers le nord dans la mer via les marécages de Boggs et Fresno, la rivière San Joaquin et San Francisco.
En février et mars 1938, de fortes pluies ont inondé la vallée de San Joaquin, provoquant la rupture du lac Tulare près de Corcoran et l'inondation de 28 000 acres (11 000 ha) de terres cultivées.

### Détournement et déclin écologique
À la suite de la guerre de Sécession aux États-Unis, les colons de la fin du XIXe siècle ont drainé les marais environnants pour l'agriculture précoce. Les rivières Kaweah, Kern, Kings et Tule ont été barrées en amont dans les montagnes de la Sierra Nevada, ce qui a transformé leurs sources en un système de réservoirs. Dans la vallée de San Joaquin, l'État et les comtés ont construit des canaux pour acheminer cette eau et détourner les flux restants pour l'irrigation agricole et les utilisations municipales de l'eau. Le lac Tulare était presque à sec au début du XXe siècle.
Il restait suffisamment d'eau pour que la base aérienne navale d'Alameda utilise le lac Tulare comme base d'hydravions périphérique pendant la Seconde Guerre mondiale et les premières années de la guerre froide. Les hydravions pouvaient atterrir sur le lac Tulare lorsque les conditions d'amerrissage n'étaient pas sûres dans la baie de San Francisco.
Le lit du lac est maintenant un bassin peu profond de sol fertile, dans la vallée centrale de Californie, la région agricole la plus productive des États-Unis. Les agriculteurs ont irrigué la région pendant un siècle, de sorte que la salinisation des sols devient une préoccupation.
La destruction des terres humides terrestres et des habitats de l'écosystème lacustre a entraîné des pertes substantielles d'animaux terrestres, de plantes, d'animaux aquatiques, de plantes aquatiques et d'oiseaux résidents et migrateurs.

### Réapparition
En 1938 et 1955, le lac était en crue, ce qui a entraîné la construction des barrages Terminus et Success sur les rivières Kaweah et Tule dans le comté de Tulare et du barrage Pine Flat sur la rivière Kings dans le comté de Fresno. Bien que maintenant à sec, le lac réapparaît occasionnellement lors d'inondations à la suite de précipitations élevées ou de la fonte des neiges, comme ce fut le cas en 1969, 1983, 1997 et 2023,. 
En 2023, les communautés voisines d'Alpaugh et d'Allensworth ont été évacuées en raison de craintes d'inondation. À la suite d'importantes précipitations, le lac est réapparu début 2023, inondant des cultures et menaçant les habitants de la vallée.